# Cantó de Sent Sever
El cantó de Sent Sever és un cantó francès del departament de les Landes, situat al districte de Mont de Marsan. Té 14 municipis i el cap és Sent Sever.

## Municipis
- Audinhon
- Aurice
- Banòs
- Mau Còrn Baish
- Caunar
- Couduras
- Dume
- Èiras de Mont Cube
- Fargas
- Montaut
- Montgalhard
- Mont Soèr
- Sent Sever
- Sarrasiet

## Història
| Data d'elecció                           | Identitat           | Partit        | Qualitat |
| ---------------------------------------- | ------------------- | ------------- | -------- |
| 1945-1968                                | Jean-Louis Fournier | PS            |          |
| 1968-1982                                | Michel Fournier     | Divers gauche |          |
| 1982-2001                                | Jean-Claude Brethes | PS            |          |
| 2001-                                    | Jean-Pierre Dalm    | PS            |          |
| les dades anteriors no són pas conegudes |                     |               |          |
|                                          |                     |               |          |

## Demografia
| 1962  | 1968  | 1975  | 1982  | 1990  | 1999  | 2006  |
| ----- | ----- | ----- | ----- | ----- | ----- | ----- |
| 8.621 | 9.254 | 9.221 | 9.070 | 9.189 | 9.226 | 9.769 |